# 國劇運動
國劇運動是中國在1926年時，一群知識分子所發起的一個改造中國戲劇的運動，該運動要發展具有中國民族特色的戲劇，並重視戲劇本身的藝術內涵。

## 發起人物和過程
國劇運動的主要發起人是當時留學美國回國的余上沅、趙太侔、聞一多、熊佛西、張嘉鑄等人，他們在留美期間就曾商量改革中國戲劇之事，回國後即在1926年決定發起該運動，並獲得新月社的徐志摩、梁實秋、陳西瀅、葉公超等人的支持，他們組織了中國戲劇社，並在當時徐志摩主持的《晨報副刊》中，發行了十五期的〈劇刊〉，發表多篇文章，包括關於建設國劇的主張計畫、對劇本、舞臺、演員的討論以及對西方戲劇家的引介等，後來並由余上沅將這些文章編成了《國劇運動》一書作他們主張的總結。

## 「國劇」與「舊劇」
國劇運動中的「國劇」一詞，與後來1930年代以後該詞所指稱的京劇不同。他們對國劇沒有明確的定義，如余上沅說國劇是「用中國材料去演給中國人看中國戲」，熊佛西則說是「中國的國劇就是中國人作的劇」，另外又明白表示「中國的國劇不是舊劇」。
從實際對戲劇的介紹討論來看，他們心目中的「國劇」是指受到西方影響下以中國的材料，配合中國人的情感所作的劇，是一種超越舊劇（以京劇為首）的一種新戲劇，形式則是當時在中國受西方影響新興的話劇。
但相較於當時知識分子對於傳統戲曲落後的批判，他們認為舊劇較能貼近中國的一般觀眾而加以肯定，並由西方理論重新看待評估中國戲曲，肯定其中具有象徵性藝術手法的部分。

## 對寫實主義戲劇的檢討
1910-1920年代，易卜生的寫實主義戲劇，在胡適等人的引介下，在中國產生很大的影響，這類戲劇強調戲劇要反映社會現實，並展現改革者的思想，而進一步得以改造社會，因此受到當時知識界的注目。
當時在西方戲劇界也有一股反寫實的思潮，國劇運動的推行者們即受到他們尤其是德國劇場家賴因哈特(Max Reinhardt)的影響，認為當時流行於中國的易卜生主義過度強調現實取向以及戲劇所呈現的思想，反而忽略戲劇藝術本身的，他們認為戲劇的藝術性更為重要，因此投入於舞台、布景、演出技巧、劇本撰寫的引介和研究，認為這些才是戲劇的根本，作好這些才能吸引觀眾而產生更大的影響力。

## 愛爾蘭文藝復興的啟發
國劇運動的推行者們最主要的西方影響啟發，來自於葉慈、辛額（John M. Synge），以及格烈哥里夫人（Lady Augusta Gregory）等人領導的愛爾蘭文藝復興運動，他們認為愛爾蘭戲劇的發展經驗是推展中國戲劇的最好學習對象。例如辛額從愛爾蘭民族民間的生活和歷史中找尋戲劇的材料，也因此才能創造出具有民族特色的戲劇，而格烈哥里夫人所努力的愛爾蘭劇場，也成為他們所嚮往的對象。

## 實際作為和影響
國劇運動的參與者除了在晨報副刊上發表戲劇改造的言論之外，余上沅等人促成了北京藝專戲劇系的成立，並作出成立北京藝術劇院的計畫，但經過了一年左右，這個運動宣告失敗，除了劇院成立的計畫未果之外，北京藝專也因經費及政府的不支持而停辦。
在戲劇思想的推動上，這個運動中的許多看法受到包括藝專戲劇系學生在內的許多戲劇界人士的反對。余上沅後來也自承，他們對於一般民眾及社會所起的影響並不大。

## 國劇運動時代意義
國劇運動代表一批至西方學習戲劇的知識分子，在民初重視戲劇實際作用（啟蒙救國）的風氣下，開始強調戲劇藝術本身的主體性，並且在五四時期反傳統的浪潮下，開始對於傳統戲曲重新評估。但他們的主張因未能真正貼近民眾，許多藝術上的追求過於精英化，也不符合當時中國國勢下知識分子們追求藝術救國的風潮，因此未能產生更大的較大的影響。

## 新国剧
2011年中国内地青年导演黄盈用戏曲传统手法为元素创作《黄粱一梦》，该剧融会贯通京剧的唱念做打、水袖功、刀枪把子功等手法演绎唐传奇经典故事。创作者自述说这是一种源自于1920年代“国剧运动”之精神理念感召的创作，我们将之称为“新国剧”。